# Javier Losán
Francisco Javier López Sánchez, conocido artísticamente como Javier Losán (n. El Bonillo, Albacete; 20 de enero de 1970), es un actor español principalmente conocido por su papel de El Ovejas  en la serie El pueblo de Telecinco y Amazon Prime Video y por colaborar con el humorista manchego José Mota.

## Trayectoria
Nacido en El Bonillo, Albacete con tres años su familia se muda al cercano pueblo de El Ballestero, con 13 se va a estudiar a Albacete capital y con 18 empieza a estudiar Ingeniería de Telecomunicaciones en Alcalá de Henares, estudios que simultanea con la diplomatura de Arte Dramático en Guadalajara.
Actor especializado en teatro y teatro de calle, ha realizado colaboraciones con José Mota para televisión desde el año 2010. También ha hecho personajes episódicos en la serie El Comisario, A tortas con la vida, Amar en tiempos revueltos, Sin tetas no hay paraíso, Hermanos y detectives, Los hombres de Paco, Aquí no hay quien viva, Cuéntame como pasó, Ana y los siete, y La que se avecina.
Actualmente es uno de los personajes principales de la serie de Amazon El pueblo, interpretando el papel de "El Ovejas".
En el cine ha participado en varias películas como Goya en Burdeos, Que baje Dios y lo vea, La gran aventura de los Lunnis y el libro mágico, A todo tren. Destino Asturias, A todo tren 2, Padre no hay más que uno 3 y alguna más de cine independiente.
En teatro, ha trabajado con algunos de los mejores directores y actores de España en obras como Miles Gloriosus, Don Juan Tenorio, Historia de una escalera, Aventuras de Don Quijote y Sancho, La Celestina, Alguien voló sobre el nido del cuco, Los ladrones somos gente honrada, La extraña pareja, La ratonera, La cena de los idiotas, Taxi, Uz: El pueblo o Que Dios nos pille confesados.
También ha hecho teatro de calle durante muchos años, lo que le ha llevado a recorrerse muchos pueblos y ciudades de la geografía española.

## Filmografía

### Televisión
- Ana y los siete (1 episodio, 2004)
- Cuéntame cómo pasó (1 episodio, 2005)
- Aquí no hay quien viva (1 episodio, 2005)
- Hermanos y detectives (1 episodio, 2007)
- Los hombres de Paco (1 episodio, 2008)
- Sin tetas no hay paraíso (8 episodios, 2008-2009)
- Lalola (2 episodios, 2009)
- La que se avecina (3 episodios, 2009-2023)
- La hora de José Mota (2010-2012)
- José Mota presenta (2015-2018)
- El acabose (2017)
- Fugitiva (1 episodio, 2018)
- Hoy no, mañana (2019)
- Club Houdini (1 episodio, 2019)
- El pueblo (2019-2023)
- ¿Y si sí...? (2021)
- José Mota No News (2025)

### Cine
- Los hombres siempre mienten (1995)
- Goya en Burdeos (1999)
- Que baje Dios y lo vea (2017)
- La gran aventura de los Lunnis y el libro mágico (2019)
- A todo tren. Destino Asturias (2021)
- A todo tren 2 (2022)
- Padre no hay más que uno 3 (2022)